# IÉSEG School of Management
L’IÉSEG School of Management est une grande école de commerce privée française de l'Université catholique de Lille. Fondée à Lille en 1964, l'école est localisée sur deux campus, à Lille-Vauban et à Paris-La Défense, rassemblant 8 450 étudiants en 2024/2025.  
L’IÉSEG fait partie des écoles supérieures de commerce qui s'intègrent directement après le baccalauréat, sans passer par le concours des classes préparatoires aux grandes écoles, et propose plusieurs formations initiales et continues.

## Histoire
L'IÉSEG School of Management (ou Institut d'Économie Scientifique et de Gestion), est créée à Lille en 1964 par Michel Falise, premier recteur laïc de l'Université catholique de Lille.
En 1976, l'école est reconnue par le ministère de l'Éducation Nationale et devient membre de la Conférence des grandes écoles (CGE) en 1997.
En 2003, l'IÉSEG obtient le grade de master par le ministère de l'Enseignement supérieur et de la Recherche. 
Depuis 2006, l'IÉSEG s'associe, avec l'Université de Lille et le CNRS, à une unité mixte de recherche, le LEM (Lille Économie Management). 
L'école obtient l'accréditation EQUIS en 2012, l’accréditation AACSB en 2013 et l'accréditation AMBA en 2016, lui conférant ainsi la  triple accréditation. 
Après une phase de développement, l'école se stabilise, tout en poursuivant ses projets immobiliers. Sur le plan international, l'IÉSEG, comme la plupart des écoles de commerce, est en partenariat avec un nombre croissant d'universités étrangères, 336 en 2024 réparties dans 75 pays : selon ses propres termes, l'école se décrit comme un « melting pot international composé de plus de 100 nationalités différentes ».

## Enseignements
À partir de 1978, l'IÉSEG met en place le programme dit Grande école (ou PGE) en cinq ans (contre quatre auparavant), constitué de deux cycles : le cycle Bachelor les 3 premières années, suivi d’un cycle Master pour l’obtention du diplôme Grande école grade de master, contrôlé par l'État. L'IÉSEG propose également d'autres formations (Bachelors, Masters Spécialisés, MBA notamment).

### Classement
Le master en management de l'IÉSEG est classé au 23ème rang mondial (7e rang français) selon le classement établi par le Financial Times en 2024. Par ailleurs, l'école est classée au 9e rang des meilleures écoles de commerce françaises selon le classement établi par Le Figaro Étudiant et au 9e rang selon le classement établi par L'Étudiant. Dans le classement 2025 des écoles de commerce post-bac publié par Le Parisien Étudiant, l’IÉSEG figure en première position, ex æquo avec l’ESSCA.

## Campus

### Campus historique de Lille

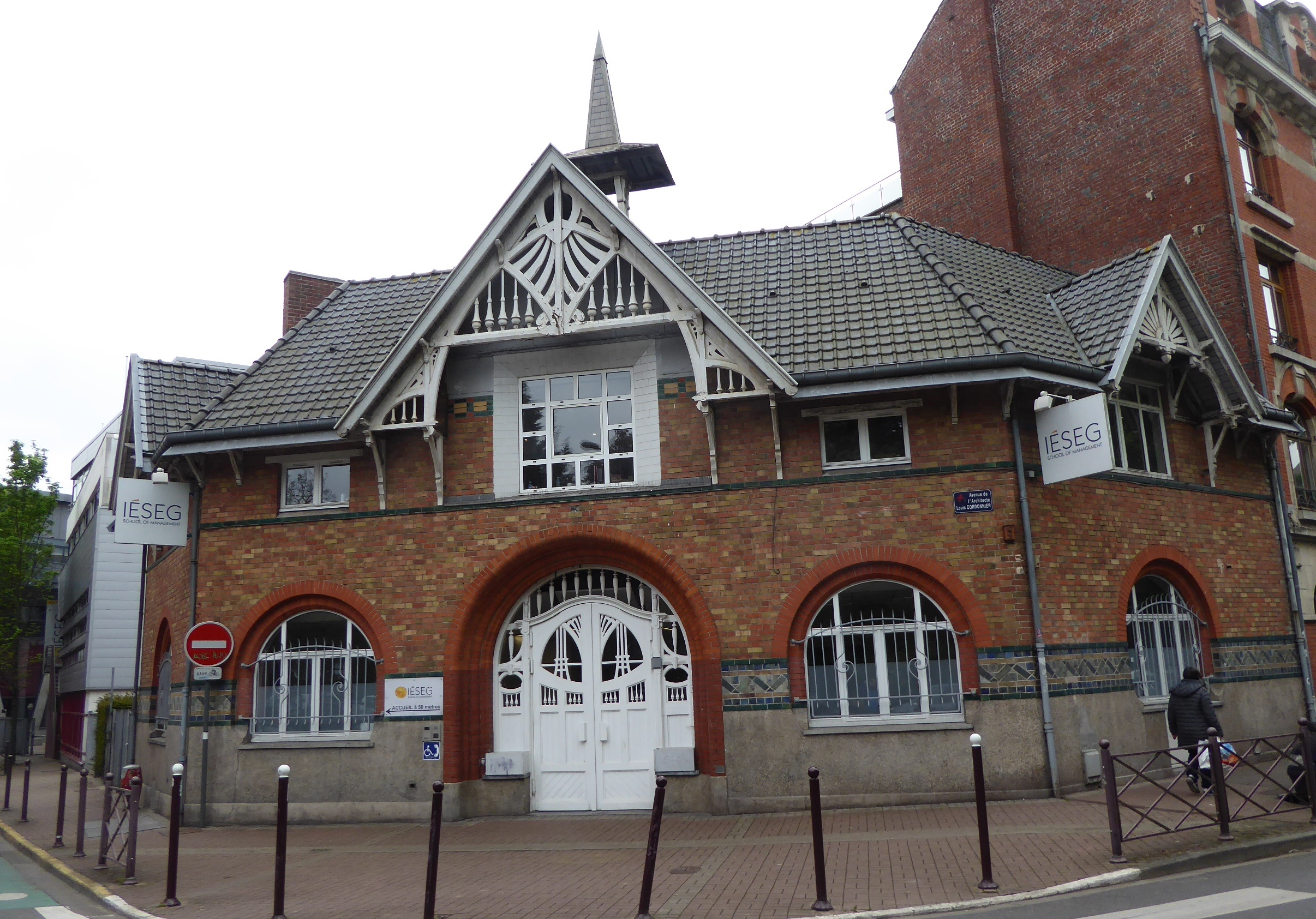
Entrée de l'ancienne piscine intégrée dans les bâtiments de l'IÉSEG.

Situé 3 rue de la Digue dans le quartier Vauban-Esquermes, en partie à l'emplacement d'une ancienne piscine, le campus de l'IÉSEG à Lille occupe 22 500 m² répartis en six bâtiments au sein du campus universitaire Vauban de l'Université catholique de Lille.  
En 2024, à l’occasion de ses soixante ans, l’IÉSEG inaugure une extension de son campus lillois historique, portant sa superficie totale à 29 000 m². Baptisé « IÉSEG Village », cet ensemble regroupe trois bâtiments supplémentaires situés dans le quartier Vauban-Esquermes. Le projet vise à restructurer les espaces de formation existants. 
La bibliothèque universitaire Vauban, issue de la fusion de la bibliothèque de droit, d'économie et de gestion avec la bibliothèque universitaire, est partagée par les diverses institutions de l'Université catholique de Lille, dont l'IÉSEG, qui comprend également en son sein une bibliothèque de moindre envergure[source secondaire souhaitée].

### Campus de Paris

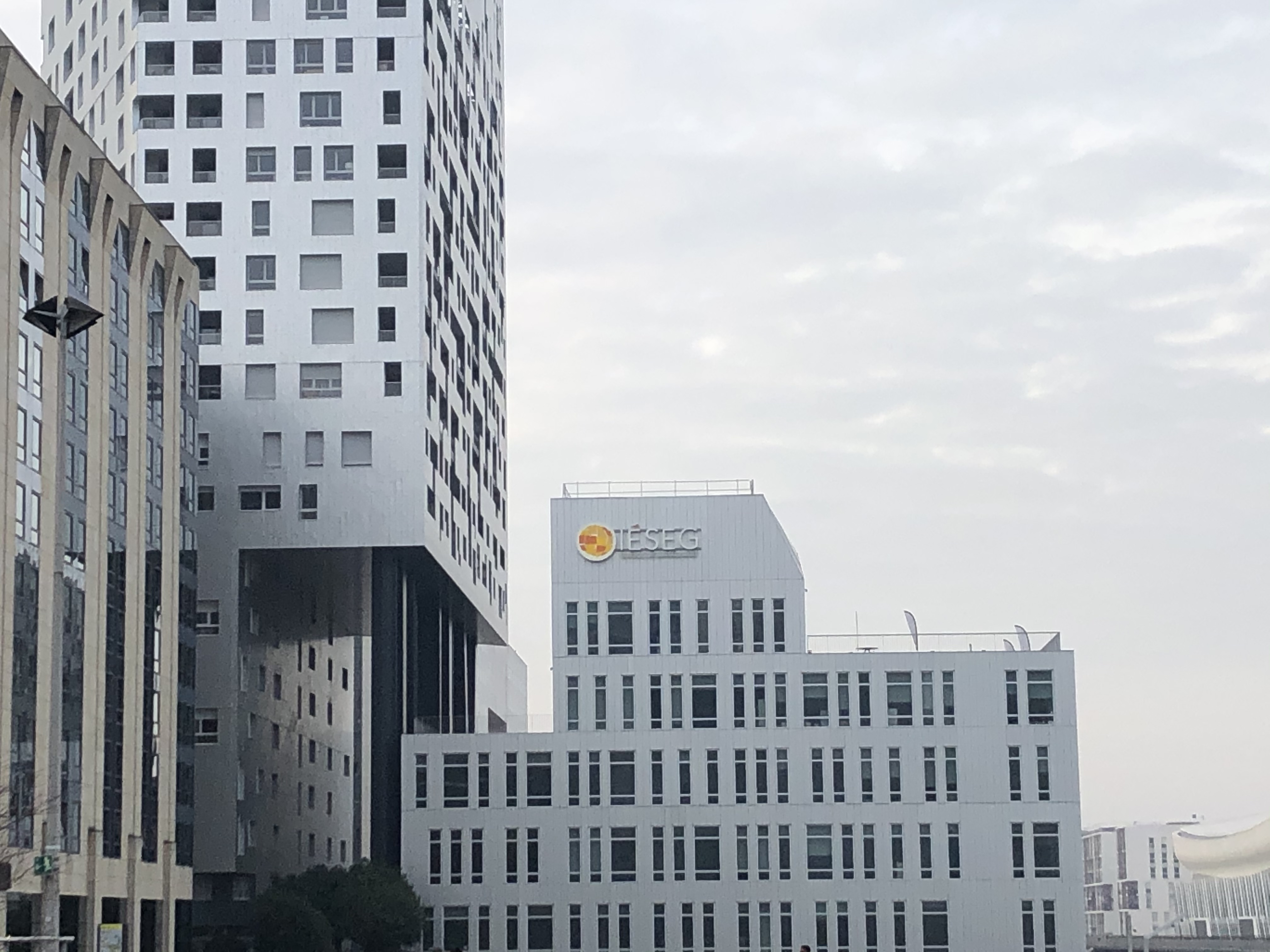
Campus Paris-La Défense de l'IÉSEG.

Ouvert en 2008 à La Défense, le campus de Paris est réparti sur 16 500 m² d'amphithéâtres et d'espaces d'étude divers, en 3 bâtiments :  le socle de la Grande Arche, les plateaux dans la Paroi Nord et la Promenade de l'Arche.

## Vie associative
L'école accueille des associations créées par les étudiants et généralement reprises d'année en année. Elles agissent au travers de projets collectifs spécifiques à chacune : orientation professionnelle, soutien aux enfants malades etc.

## Anciens élèves
- Christophe Catoir (MBA Insead), Président du Groupe Adecco France et Europe du Nord[13] ;
- Etienne Hurez, Directeur Général de Boulanger[14] ;
- Nicolas Wallaert, Directeur Général Cofidis France[15] ;
- Alma (chanteuse)[16] ;
- Thibaud Hug de Larauze, cofondateur de Back Market[17];
- Agathe Monpays, Présidente-Directrice Générale de Leroy Merlin[18]